# 盧卡斯·克魯伊山克
盧卡斯·克魯伊山克（英語：Lucas Cruikshank，1993年8月29日—）是美國的一位演員，也是一位YouTube播客，並以其綽號弗雷德·菲格爾荷恩（Fred Figglehorn）聞名。他現在居住在內布拉斯加州哥倫布。

## 外部連結
- 盧卡斯·克魯伊山克在互联网电影资料库（IMDb）上的資料（英文）
- YouTube上的Lucas頻道
- YouTube上的Fred頻道
- Fred Figglehorn official website